# Stadio Giuseppe Grezar
Stadio Giuseppe Grezar, také známí jako Stadio del Littorio, je víceúčelový stadion v italském městě Terst, v regionu Furlansko-Julské Benátsko. Také se mu přezdívá Stadio di Valmaura, podle názvu čtvrti, ve které stojí. Od roku 1966 je nazván po místním hráči Giuseppem Grezarovi, který zahynul při leteckém neštěstí Superga v roce 1949. Celkem 60 let sloužil pro fotbalový klub Triestina, které se v roce 1992 přestěhovalo do nového stadionu Stadio Nereo Rocco. Je zde i osmiproudová atletická dráha.

## Historie
Myšlenka vybudování moderního a prostorného fotbalového areálu se zrodila v roce 1928, když místní klub postoupil do nejvyšší ligy. Po výběru pozemku byl ustaven výkonný výbor a následně byla vytvořena technická komise, která podpořila a svěřila práci firmě Zelco a Locatelli, která zahájila práci 1. srpna 1931.
Celková plocha konstrukce byla změřena na 15 586 m² a na stavbě bylo vynaloženo odhadem 250 000 hodin. Kvůli demolici malého kopce na straně Via dell'Istria bylo přemístěno 24 000 m³ zeminy. Hřiště bylo mírně zvýšené, aby se zabránilo stagnaci vody v případě deště, byla odstraněna vrstva jílu a vytvořen systém kanalizace pro lepší odvodnění. Kolem hřiště byla navržena atletická dráha pokrytá, 440 metrů dlouhá, 7,25 metrů široká, s přímkou 122 metrů. Ve výšce severní křivky byly navrženy dvě půlkruhové plošiny a jámy pro skok vysoký a plošina pro hod oštěpem. Ve stejné oblasti bylo vytvořeno hřiště pro vrh koulí a hod kladivem. Plochy pro skok o tyči, skok daleký a trojskok byly umístěny u paty centrální tribuny. Uspořádáním trávníku a návrhem trati byl pověřen inženýr De Bernardi z Turína. Krytá centrální tribuna pojala 2 700 míst, zatímco oblíbená tribuna pod širým nebem pojala 18 000 míst. Při započtení míst v parteru byla kapacita stanovena na 23 000 diváků.
Stadion byl slavnostně otevřen v 15:30 25. září 1932 krátce před zápasem Triestina – Neapol (2:2). Inaugurace se zúčastnili nejvyšší představitelé města, přičemž prefekt Porro jako gesto štěstí rozbil láhev sektu o jedny ze dveří. Biskupa z Terstu Luigiho Fogara zastupoval monsignor Tamaro, který udělil požehnání. Symbolický výkop měla malá holčička Anna Maria Barbo. Zápas navštívilo patnáct až dvacet tisíc diváků. Stadion hostil jeden zápas při MS 1934.
Zpočátku titulovaný jako Stadio del Littorio, nesl název do roku 1943. Poté byl jeho oficiální název Stadio Comunale, i když převládl oblíbený zvyk označovat jej jako Stadio di Valmaura, podle názvu čtvrti, kde se nachází. Dne 1. října 1966, byl pojmenován na památku Giuseppe Grezara, záložníka Grande Torino, který zahynul při tragédii Superga.
V roce 1983, po povýšení klubu do Serie B, bylo rozhodnuto o rozšíření kapacity stadionu. Práce, které začaly v červenci, byly dokončeny před začátkem další sezony. Nad schody byla postavena trubková konstrukce, která vytvořila 1500 míst k sezení. Byla také rozšířena jižní křivka, aby se zvýšil počet dostupných míst, celkem na 2 700. Celkem se tak efektivní kapacita zvýšila na 20 815 míst. Dále byly modernizovány šatny. Místní klub Triestina zde hrál do roku 1992, když se kousek od stadionu postavil nový Stadio Nereo Rocco. I když v roce 1994 zde odehrál jedno utkání.
Další rekonstrukce začala v roce 2004 a měla být dokončena na podzim 2010. Z důvodu úpadku odpovědné společnosti byl termín posunut, původně o rok, i když atletická dráha a fotbalové hřiště byly použitelné již od května 2011.
Dráha a sportovní zařízení byly definitivně slavnostně otevřeny 27. února 2013. Po dalších průtazích bylo definitivní otevření odloženo na konec roku 2016, ale ani tento termín nebyl dodržen.
Po udělení italského atletického mistrovství 2017 byl stadion 29. června 2017 definitivně otevřen se zahájením samotného mistrovství.

## Zápasy

### Mistrovství světa
Stadion hostil Mistrovství světa ve fotbale konané v Itálii a to v roce 1934.

#### Mistrovství světa ve fotbale 1934
- Československo –  Rumunsko 2:1 (1. kolo) 27. května